# Accentus Austria
Accentus Austria  ist ein 1988 in Wien von Thomas Wimmer gegründetes Ensemble für Alte Musik, das in unterschiedlicher Besetzung auftritt, da zu verschiedenen Auftritten und Einspielungen Gastmusiker hinzugezogen werden. Thomas Wimmer spielt hauptsächlich Viola da gamba, Fidel und Laúd. Michael Posch und Wolfgang Reithofer sind Kernmitglieder des Ensembles, die Blockflöten bzw. Schlagzeug sowie Darbuka, Tamburin und andere spielen. Hauptanliegen ist die Frühe Musik Spaniens unter besonderer Berücksichtigung ihrer improvisatorischen Elemente.
Das Repertoire reicht von Populärmusik des beginnenden bis zu polyphonen geistlichen und weltlichen Werken des ausgehenden 16. Jahrhunderts. Accentus Austria spielte mehrere CDs ein und absolvierte Auftritte in ganz Europa, Israel und Marokko.

## Tonträger (Auswahl)

### CDs
- Sephardic Romances/Traditional Jewish Music from Spain (1996)
- Romances Séfarades dans l’empire de la Sublime Porte (2006)
- Cantadas de pasión (2009)
- Serenata Hungarica (2012)
- Cristóbal Galán: Fire & Ice (2013)